# Sangonera la Verde
Sangonera la Verde é um cidade da Espanha na província e comunidade autónoma de Múrcia. Tem 14,42 km² de área e em 2016 tinha 11 227 habitantes (densidade: 778,6 hab./km²).